# Liste des représentants des États-Unis pour le Maine
Le Maine dispose de deux élus à la Chambre des représentants des États-Unis.

## Délégation au 119econgrès (2025-2027)
| District | Nom             | Nom | Début du mandat                             | Parti | Parti     |
| -------- | --------------- | --- | ------------------------------------------- | ----- | --------- |
| 1        | Chellie Pingree |     | 3 janvier 2009 (16 ans, 2 mois et 20 jours) |       | Démocrate |
| 2        | Jared Golden    |     | 3 janvier 2019 (6 ans, 2 mois et 20 jours)  |       | Démocrate |

### Démographie

#### Parti politique
- deux démocrates

#### Sexe
- un homme (démocrate)
- une femme (démocrate)

#### Ethnie
- deux Blancs

#### Âge
- De 40 à 50 ans : un
- De 60 à 70 ans : une

#### Religions
- Luthéranisme : une